# Étaples
Étaples és un municipi francès situat al departament del Pas de Calais i a la regió dels Alts de França. L'any 2007 tenia 11.714 habitants.

## Demografia

### Població
El 2007 la població de fet d'Étaples era d'11.714 persones. Hi havia 4.420 famílies de les quals 1.184 eren unipersonals (377 homes vivint sols i 807 dones vivint soles), 1.137 parelles sense fills, 1.618 parelles amb fills i 481 famílies monoparentals amb fills.
La població ha evolucionat segons el següent gràfic:
Habitants censats

### Habitatges
El 2007 hi havia 4.913 habitatges, 4.509 eren l'habitatge principal de la família, 125 eren segones residències i 279 estaven desocupats. 3.705 eren cases i 1.190 eren apartaments. Dels 4.509 habitatges principals, 2.366 estaven ocupats pels seus propietaris, 2.091 estaven llogats i ocupats pels llogaters i 51 estaven cedits a títol gratuït; 99 tenien una cambra, 341 en tenien dues, 838 en tenien tres, 1.339 en tenien quatre i 1.891 en tenien cinc o més. 2.320 habitatges disposaven pel capbaix d'una plaça de pàrquing. A 2.222 habitatges hi havia un automòbil i a 1.136 n'hi havia dos o més.

### Piràmide de població
La piràmide de població per edats i sexe el 2009 era:
| Homes | Edats   | Dones |
| ----- | ------- | ----- |
| 4     | 95 o +  | 8     |
| 8     | 90 a 94 | 32    |
| 16    | 85 a 89 | 76    |
| 44    | 80 a 84 | 68    |
| 104   | 75 a 79 | 152   |
| 124   | 70 a 74 | 232   |
| 196   | 65 a 69 | 260   |
| 240   | 60 a 64 | 304   |
| 264   | 55 a 59 | 240   |
| 408   | 50 a 54 | 348   |
| 368   | 45 a 49 | 416   |
| 332   | 40 a 44 | 368   |
| 364   | 35 a 39 | 360   |
| 424   | 30 a 34 | 408   |
| 408   | 25 a 29 | 436   |
| 424   | 20 a 24 | 396   |
| 464   | 15 a 19 | 416   |
| 528   | 10 a 14 | 476   |
| 468   | 5 a 9   | 340   |
| 312   | 0 a 4   | 396   |

## Economia
El 2007 la població en edat de treballar era de 7.639 persones, 4.878 eren actives i 2.761 eren inactives. De les 4.878 persones actives 4.087 estaven ocupades (2.439 homes i 1.648 dones) i 791 estaven aturades (384 homes i 407 dones). De les 2.761 persones inactives 742 estaven jubilades, 718 estaven estudiant i 1.301 estaven classificades com a «altres inactius».

### Ingressos
El 2009 a Étaples hi havia 4.427 unitats fiscals que integraven 11.297,5 persones, la mediana anual d'ingressos fiscals per persona era de 13.468 €.

### Activitats econòmiques
Dels 502 establiments que hi havia el 2007, 1 era d'una empresa extractiva, 14 d'empreses alimentàries, 2 d'empreses de fabricació de material elèctric, 1 d'una empresa de fabricació d'elements pel transport, 16 d'empreses de fabricació d'altres productes industrials, 60 d'empreses de construcció, 136 d'empreses de comerç i reparació d'automòbils, 7 d'empreses de transport, 36 d'empreses d'hostatgeria i restauració, 5 d'empreses d'informació i comunicació, 27 d'empreses financeres, 28 d'empreses immobiliàries, 43 d'empreses de serveis, 83 d'entitats de l'administració pública i 43 d'empreses classificades com a «altres activitats de serveis».
Dels 137 establiments de servei als particulars que hi havia el 2009, 1 era una oficina d'administració d'Hisenda pública, 1 gendarmeria, 1 oficina de correu, 7 oficines bancàries, 3 funeràries, 11 tallers de reparació d'automòbils i de material agrícola, 1 taller d'inspecció tècnica de vehicles, 3 autoescoles, 10 paletes, 14 guixaires pintors, 6 fusteries, 15 lampisteries, 4 electricistes, 1 empresa de construcció, 20 perruqueries, 2 veterinaris, 21 restaurants, 9 agències immobiliàries, 5 tintoreries i 2 salons de bellesa.
Dels 71 establiments comercials que hi havia el 2009, 5 eren supermercats, 1 un supermercat, 2 botiges de menys de 120 m², 13 fleques, 7 carnisseries, 2 peixateries, 1 una peixateria, 16 botigues de roba, 1 una botiga de roba, 2 sabateries, 3 botigues d'electrodomèstics, 2 botigues de mobles, 3 botigues de material esportiu, 2 drogueries, 4 joieries i 7 floristeries.
L'any 2000 a Étaples hi havia 7 explotacions agrícoles que ocupaven un total de 336 hectàrees.

## Equipaments sanitaris i escolars
El 2009 hi havia 1 psiquiàtric, 1 centre de salut, 5 farmàcies i 1 ambulància.
El 2009 hi havia 3 escoles maternals i 6 escoles elementals. A Étaples hi havia 2 col·legis d'educació secundària i 2 liceus tecnològics. Als col·legis d'educació secundària hi havia 1.081 alumnes i als liceus tecnològics 516.

## Poblacions més properes
El següent diagrama mostra les poblacions més properes.